# 美ヶ原温泉

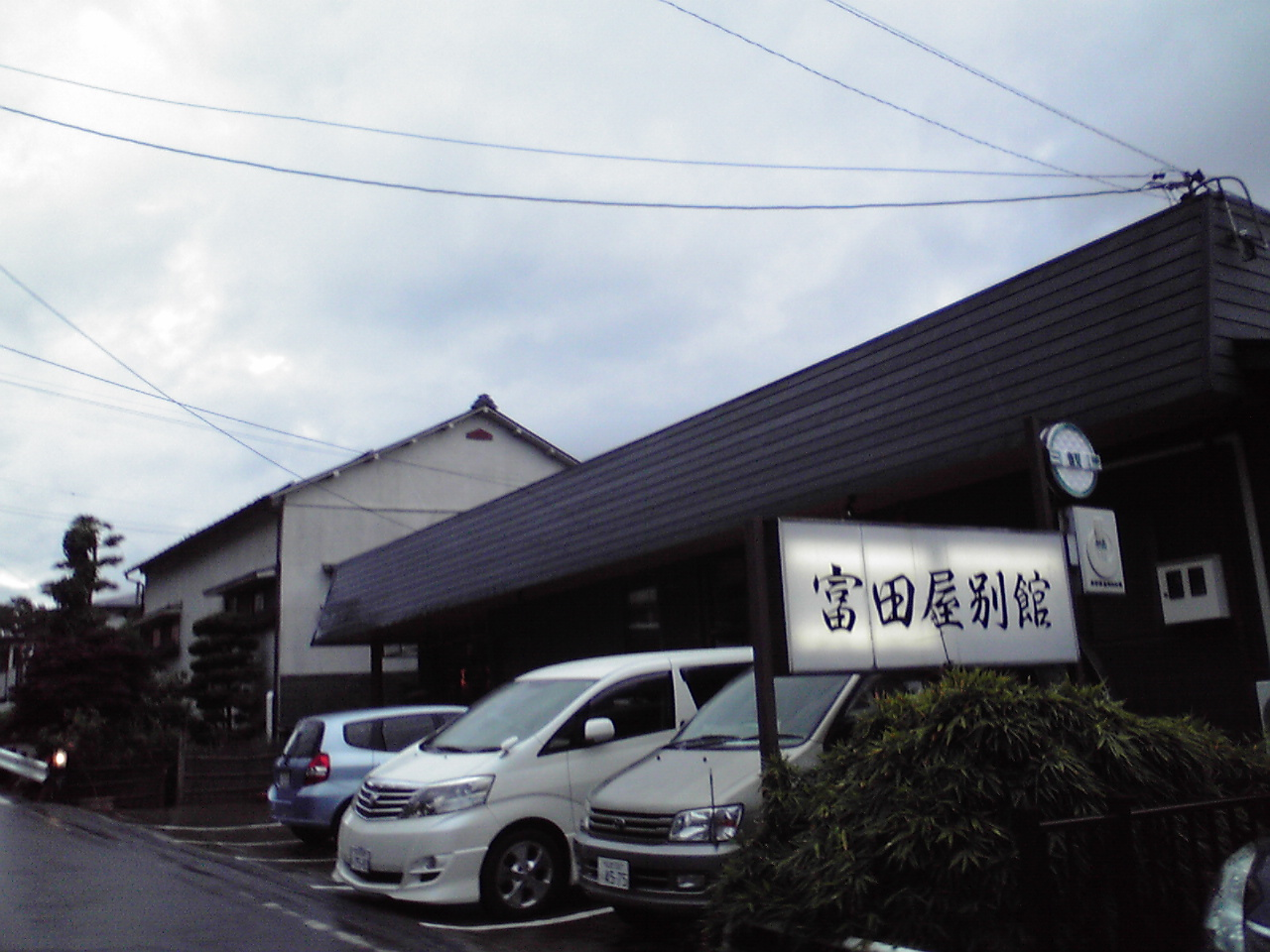
温泉宿の例
（富田屋別館）

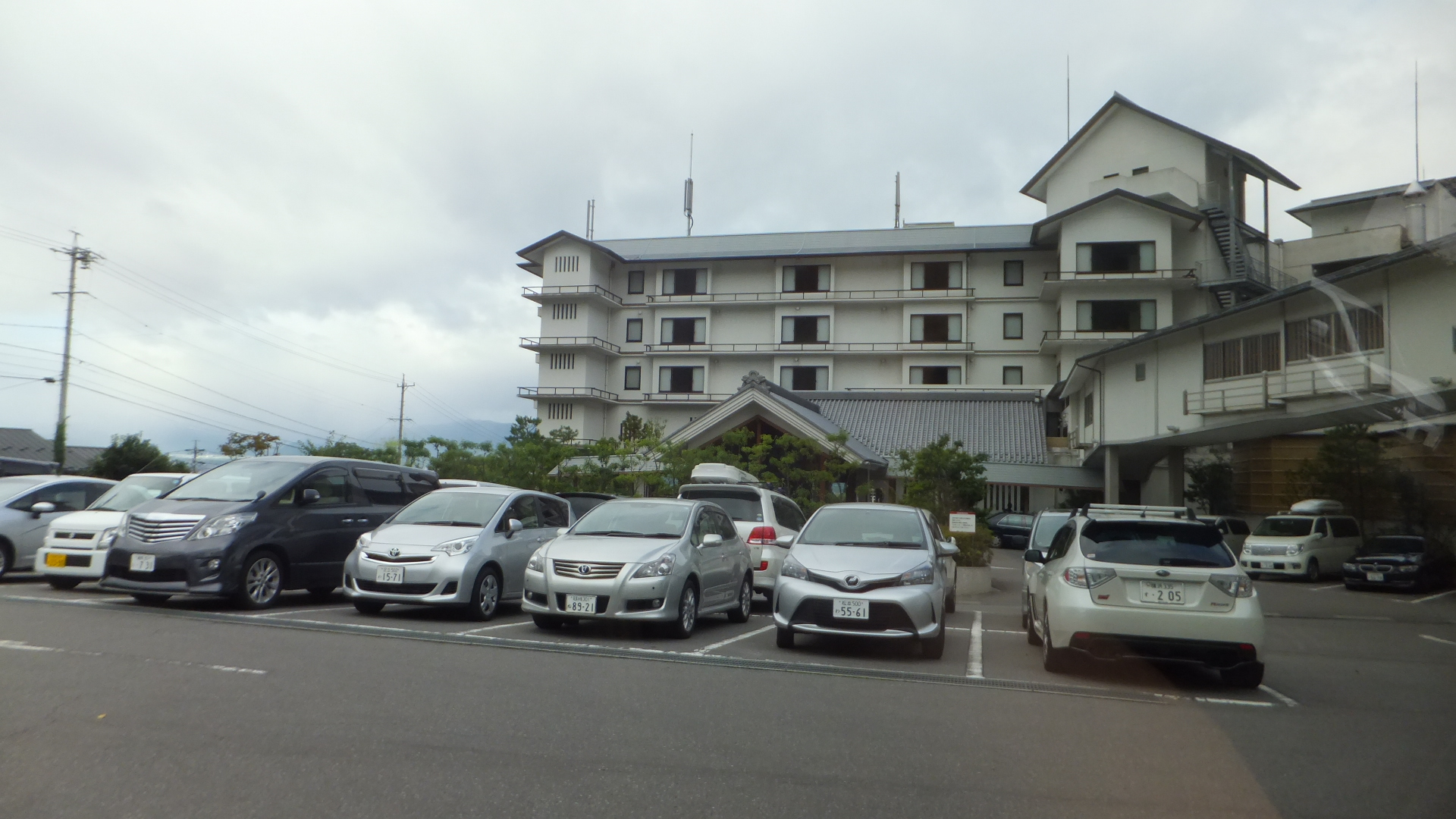
ホテル翔峰（アルピコホテルズ)

美ヶ原温泉（うつくしがはらおんせん）は、長野県松本市（旧国信濃国）にある温泉。

## 泉質
- アルカリ性単純温泉
  - 源泉温度45℃
  - 毎分1,246Lの湧出量

## 温泉街
松本市の郊外、標高800mの山麓に温泉街が広がる。美ヶ原高原とは直線距離で十数キロ離れている。
歴史ある温泉街であり、古くからの町並みが残り22件の宿がある。この町並みは「松本市景観百選」にも選ばれている。共同浴場は2017年現在1件で「白糸の湯」（後述）が存在する。

## 歴史
歴史は古く、開湯は奈良時代である。日本書紀にも天皇が温泉別荘を作らせた「束間の温湯」という、美ヶ原温泉と推定可能な記載があるという。信濃国司源惟正に随行した歌人源重之が束間の湯について詠んだ歌が後拾遺集に収録されている。
江戸時代は松本藩の御殿湯である「山辺茶屋」が置かれた。
温泉名が美ヶ原温泉になったのは昭和30年代に入ってからで、それ以前は「白糸の湯」、「山辺の湯」、「束間の湯」という名称で呼ばれていた。「白糸の湯」は、共同浴場へとその名が受け継がれている。
温泉の名前の由来とされる美ヶ原高原とは直線距離で東へ約20km離れている。
1983年（昭和58年）3月28日 - 環境庁告示第27号により、国民保養温泉地に指定。

## 日帰り入浴施設

### 白糸の湯
松本市里山辺の「ふれあい山辺館」内にある、美ヶ原温泉で唯一の共同浴場。湯は透明、無味無臭、泉質は弱アルカリ性単純温泉、源泉の温度42.2度、湧出量130Ｌ/分。 4つの源泉を混合して供給されている。

#### 研修室、展示室
ふれあい山辺館の2階には研修室が備えられており、調理実習やそば打ち体験ができる。展示室では美ヶ原温泉の歴史や自然環境に関する資料が展示されており、会議等に使用できる。

## アクセス
- 鉄道：松本バスターミナル（JR・アルピコ交通（通称・松本電鉄）松本駅隣接）よりアルピコ交通バス（通称・松本電鉄バス）美ヶ原温泉線で約25分。
- 路線バス：松本バスターミナルから路線バスで約25分、美ヶ原温泉線で藤井 - 辻堂間のいずれかで下車
  - このほか、松本駅東口南側ロータリーからホテル秀峰を送迎バスが発着している。